# 赤裸特工
《赤裸特工》（英語：Naked Weapon），是程小東於2002年導演的香港動作驚悚片，由吳彥祖、Maggie Q、安雅主演。該片在香港上映第一周就獲得了價值72,828美元的票房，但隨後的一周就下了十大暢銷電影排行榜。

## 演員列表
- Maggie Q 飾 Charlene Ching
- 安　雅 飾 Katherine (Katt)
- 吳彥祖 飾 Jack Chen
- 黃佩霞 飾 Madame M
- 鄭佩佩 飾 Faye Ching
- 李　菲 飾 Jing
- 連　凱 飾 龍三郎

## 故事大綱
世界各地忽然發生多宗少女離奇失蹤案，受害者全部都是樣子可人、體格矯健的青春少女。她們都像是人間蒸發一般，無跡可尋，這令各地警方一籌莫展。而真相是，心狠手辣的Madame M在幕後策劃，誘拐並訓練少女針對男人的弱點，學會利用自己誘人的胴體，使之變成最強武器，最終成為防不勝防的床上殺手。
一眾女孩被軟禁在荒島上進行地獄式特訓，鑽研各類型的戰鬥知識及暗殺技巧。Madame M採用優勝劣汰的制度，經不起考驗的都要付出生命的代價。在荒島上，活潑開朗的Charlene遇到了堅強沉鬱的Katt，二人在艱苦的考驗中互相扶持，情同姊妹，成為世界上最頂尖和性感的殺手，多宗香艷刺殺更令黑白兩道聞風喪膽。
CIA專案小組指揮，Jack致力搗破Madame M的殺人集團。一次行動中，Charlene重遇失散多年的母親，但行蹤卻被Jack發現，而這對敵人竟漸漸互生情愫。同時，Madame M利用Charlene的美色引誘日本赤軍的龍三郎，以備合作更大規模的非法勾當。為達到目的，Madame M更脅持Charlene母親逼她就範。「解鈴還須繫鈴人」，這隻馴如羔羊的殺人機器，必須面對Madame M，以自己的肉體為武器，作出終極解脫！

## 外部連結
- Yahoo奇摩電影上《赤裸武器》的資料（繁體中文）
- 開眼電影網上《赤裸武器》的資料（繁體中文）
- 香港影庫上《赤裸特工》的資料（繁體中文）
- 时光网上《赤裸特工》的資料（简体中文）
- 豆瓣电影上《赤裸特工》的資料 （简体中文）
- 爛番茄上《赤裸特工》的資料（英文）
- AllMovie上《赤裸特工》的资料（英文）
- 互联网电影数据库（IMDb）上《赤裸特工》的资料（英文）